# Mikros (mikroskop)

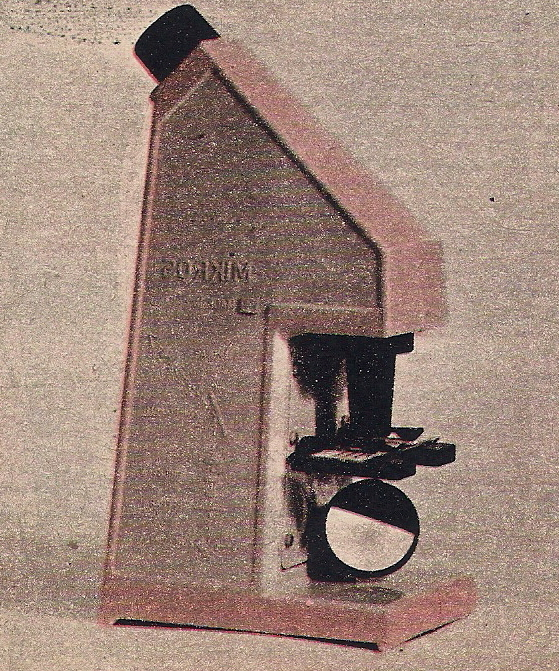
Mikroskop Mikros

Mikros – polski mikroskop szkolny o trwale zamocowanych elementach optycznych i uproszczonej mechanice, produkowany w latach 70. XX wieku przez Polskie Zakłady Optyczne.
Parametry urządzenia:
- obiektyw o powiększeniu 20x i okular o powiększeniu 10x (całkowite powiększenie - 200x),
- średnica pola widzenia - 0,7 mm,
- masa - 0,9 kg,
- wymiary - 88 x 135 x 260 mm.

Obrót rynkowy mikroskopem prowadziły początkowo sklepy CEZAS, zaopatrujące szkoły.